# 삼성 갤럭시 A52
삼성 갤럭시 A52(Samsung Galaxy A52)는 삼성 갤럭시 A51의 후속작으로 2021년 3월 17일에 갤럭시 A72와 함께 공개된 안드로이드 스마트폰이다.